# Amor Zwycięski
Amor Zwycięski – obraz olejny włoskiego artysty barokowego Caravaggia.
Dzieło powstało na zamówienie markiza Vincenza Giustinianiego (1564-1637) do jego rzymskiego pałacu, gdzie istniała największa kolekcja w ówczesnym Rzymie. Markiz był nie tylko mecenasem artystów, ale i intelektualistą, autorem pism o malarstwie i innych sztukach. Obraz miał być alegorią zwycięstwa nad jego zamiłowaniami intelektualnymi i nad przemijalnością życia. Tym samym był ilustracją dla słów z poematu Wergiliusza Eclogues X. 69: Omnia vincit amor et nos cedamus amori (Miłość wszystko zwycięża i my ulegnijmy miłości).
Według innych interpretacji akt miał być również aluzją do dzieła Michała Anioła widocznego na sklepieniu kaplicy Sykstyńskiej. Waźbiński uważa Amora za wcielenie Cnoty oraz mistrza i władcy wszystkich sztuk; chłopiec nie depcze atrybutów, lecz panuje nad nimi. Tym samym obraz ma przekazać widzowi, iż miłość jest siłą potrzebną do osiągnięcia mistrzostwa we wszystkim.
Płótno jest jedynym świeckim dziełem Caravaggia z okresu rzymskiego. Przedstawia Amora ze skrzydłami anioła, w skręcie tułowia z dwoma strzałami w dłoni – jedną ze złotym a drugą z ołowianym grotem. Pod jego stopami znajdują się liczne atrybuty, które pozwalają interpretować dzieło jako zwycięstwo Miłości nad artystami, politykami, uczonymi i wojskowymi. Chłopiec jest zupełnie nagi, pełen wigoru i humoru. Erotyzm postaci nie kojarzy się z rzymskim Amorem, przez co obraz ma ambiwalentny wyraz. Z lewej strony pada na postać światło, które wydobywa z mroku wymodelowany akt i biel materii, które jaśnieją na tle ciemności.